# 大阪英語学校 (旧制)
大阪英語学校（おおさかえいごがっこう）は、1873年（明治6年）に、大阪府に設置された官立外国語学校である。

## 概要
1873年（明治6年）2月「開明学校」（かいめいがっこう）として設立され、1874年12月、大阪英語学校と改称された。中等教育相当の機関で、第三高等学校の前身である。

## 沿革

### 源流・前身
大阪英語学校の源流は、明治2年（1869年）9月に明治新政府が設置した大阪府立の「洋学校」（大阪洋学校）であり、この学校では主として英語科が教授されたが、のちに仏語科も設置された。翌明治3年（1870年）4月、大阪洋学校は理学校（大阪舎密局の後身）とともに大学南校に移管され、同年10月には両校が統合されて「大阪開成所」が設立された。大阪開成所は語学に加えて理化学の教育も行うことになり、東京の大学南校と並ぶ西の洋学教育の拠点となったが、明治5年（1872年）8月には学制発布により「第四大学区第一番中学」に改編、舎密局以来の理化学教育は廃止された。

### 官立外国語学校として
翌1873年（明治6年）2月、第四大学区第一番中学は同年4月の学制二編追加に先立って官立外国語学校の一つである「開明学校」に転換され、通訳養成および高等教育機関進学の課程を担うことになった。翌1874年4月、開明学校は他の官立外国語学校に合わせて「大阪外国語学校」と改称、英語科教育二十点が置かれていたことから同年12月には「大阪英語学校」と再改称した。現在の大阪市中央区大手前の大阪府公館（2023年取壊し）付近に設置された。

### 専門学校への転換
西南戦争後の財政難により他の4英語学校が廃止をよぎなくされるなか、大阪英語学校は東京英語学校および東京外国語学校（旧外語）とともに存続し、1879年4月、大阪専門学校（ここでいう「専門学校」は専門学校令による旧制専門学校とは異なる）に転換された。大阪専門学校はその後、官立大阪中学校（1880年）⇒大学分校（1885年）と改編を重ね、1886年第三高等中学校（1894年に第三高等学校と改称）となった。

## 出身者
- 恒藤規隆 - 農学者、実業家、探検家
- 三崎亀之助 - 官僚、政治家、銀行家
- 関直彦 - ジャーナリスト、政治家

## 関連文献
- 金築修 「大阪開成所」 海後宗臣（監修） 『日本近代教育史事典』 平凡社、1971年
- 池田哲郎 「大阪英語学校」 日蘭学会（編） 『洋学史事典』 雄松堂出版、1984年
- 『京都大学百年史 総説編』第1巻 京都大学後援会、1998年